# Championnat d'Arménie de football 2004
Navigation
Saison précédente Saison suivante
La saison 2004 du Championnat d'Arménie de football était la 13e édition de la première division arménienne, la Premier-Liga. Les huit meilleurs clubs du pays sont réunis au sein d'une poule unique où ils s'affrontent quatre fois au cours de la saison, deux fois à domicile et deux fois à l'extérieur. À la fin de la saison, le dernier du classement est relégué en Second-Liga, la deuxième division arménienne. Cette décision sera finalement annulée par la fédération qui choisit d'étendre le championnat à 9 clubs et de ne reléguer aucune équipe.
Le Pyunik Erevan, triple tenant du titre, remporte à nouveau le championnat en terminant largement en tête du classement, avec 16 points d'avance sur le Mika Ashtarak et 28 sur le duo Banants Erevan-Lernagorts Ararat. Il s'agit du 7e titre de champion d'Arménie de l'histoire du Pyunik, qui réussit le doublé en battant le Banants Erevan en finale de la Coupe d'Arménie.
Pas d'événements marquants durant l'intersaison, si ce n'est la tentative de fusion entre le Lernagorts Kapan et l'Ararat Erevan, club de deuxième division. Malgré cet échec, le Lernagorts Kapan prend le nom de Lernagorts Ararat.

## Les 8 clubs participants
| - Banants Erevan - Lernagorts Ararat - Dinamo-Zenit Erevan - Kilikia Erevan - Promu de Second Liga | - Kotayk Abovian - Shirak FC Giumri - Mika Ashtarak - Pyunik Erevan |

## Compétition
Le barème de points servant à établir le classement se décompose ainsi :
- Victoire : 3 points
- Match nul : 1 point
- Défaite : 0 point

### Classement
| Rang | Équipe              | Pts | J  | G  | N | P  | Bp | Bc | Diff |
| ---- | ------------------- | --- | -- | -- | - | -- | -- | -- | ---- |
| 1    | Pyunik Erevan T C   | 71  | 28 | 22 | 5 | 1  | 89 | 25 | +64  |
| 2    | Mika Ashtarak       | 55  | 28 | 16 | 7 | 5  | 41 | 23 | +18  |
| 3    | Banants Erevan      | 43  | 28 | 12 | 7 | 9  | 40 | 39 | +1   |
| 4    | Lernagorts Ararat   | 43  | 28 | 12 | 7 | 9  | 40 | 33 | +7   |
| 5    | Dinamo-Zenit Erevan | 27  | 28 | 7  | 6 | 15 | 23 | 51 | -28  |
| 6    | Kilikia Erevan P    | 26  | 28 | 7  | 5 | 16 | 32 | 49 | -17  |
| 7    | Kotayk Abovian      | 24  | 28 | 6  | 6 | 16 | 31 | 54 | -23  |
| 8    | Shirak FC Giumri    | 21  | 28 | 4  | 9 | 15 | 27 | 49 | -22  |

|  | Qualification pour la Ligue des champions 2005-2006                        |
|  | Qualification pour la Coupe UEFA 2005-2006                                 |
|  | Qualification pour la Coupe UEFA 2004-2005                                 |
|  | Qualification pour la Coupe Intertoto 2005                                 |
|  | T Tenant du titre C Vainqueur de la Coupe d'Arménie P Promu de Second-Liga |

## Bilan de la saison
| Championnat d'Arménie de football 2004 |                                               |
| Champion                               | Pyunik Erevan (7e titre)                      |
| Coupes et trophées                     |                                               |
| Vainqueur de la Coupe d'Arménie 2004   | Pyunik Erevan                                 |
| Qualifications continentales           |                                               |
| Ligue des champions 2005-2006          | Pyunik Erevan                                 |
| Coupe UEFA 2004-2005                   | Banants Erevan                                |
| Coupe UEFA 2005-2006                   | Mika Ashtarak                                 |
| Coupe Intertoto 2004                   | Lernagorts Ararat                             |
| Promotions et relégations              |                                               |
| Promus en Premier-Liga                 | Lernayin Artsakh Erevan                       |
| Relégués en Second-Liga                | Aucun (passage du championnat de 8 à 9 clubs) |